# Mark Taylor (Schwimmer)
Mark Graham Taylor (* 24. September 1960) ist ein ehemaliger britischer Schwimmer.

## Karriere
Mark Taylor war Spezialist im Freistilschwimmen. Bei den Weltmeisterschaften 1978 in West-Berlin belegte die britische 4-mal-100-Meter-Freistilstaffel mit Martin Smith, Mark Taylor, Richard Burrell und David Dunne den sechsten Platz.
1980 bei den Olympischen Spielen in Moskau wurde Taylor im Vorlauf der 4-mal-200-Meter-Freistilstaffel eingesetzt, im Finale belegten Douglas Campbell, Philip Hubble, Martin Smith und Andrew Astbury den sechsten Platz. Die britische 4-mal-100-Meter-Lagenstaffel mit Paul Marshall, Duncan Goodhew, David Lowe und Mark Taylor erreichte das Finale mit der fünftbesten Vorlaufzeit. Im Finale gewannen Gary Abraham, Duncan Goodhew, David Lowe und Martin Smith die Bronzemedaille hinter den Australiern und der Staffel aus der Sowjetunion. Bis einschließlich 1980 erhielten Schwimmer, die nur im Vorlauf eingesetzt worden waren, keine Medaille. Über 100 Meter Freistil schied Taylor als 18. der Vorläufe aus. Für das Erreichen des Halbfinales fehlten ihm 0,09 Sekunden.
1982 bei den Weltmeisterschaften in Guayaquil erreichte die britische 4-mal-100-Meter-Lagenstaffel mit Douglas Campbell, Adrian Moorhouse, Philip Hubble und Mark Taylor den sechsten Platz.